# Esther Qin
Qin Fan Esther (艾丝特-覃-帆S; Liuzhou, 18 novembre 1991) è una tuffatrice cinese naturalizzata australiana.

## Biografia
Ha rappresentato l'Australia ai Giochi olimpici di Rio de Janeiro 2016  gareggiando nel concorso dei tuffi dal trampolino 3 m e concludendo al sesto posto, alle spalle della connazionale Maddison Keeney, nella gara vinta dalla cinese Shi Tingmao.

## Palmarès
- Mondiali

Kazan 2015: bronzo nel sincro 3m.
- Coppa del Mondo di tuffi 2016

Rio de Janeiro 2016: bronzo nel sincro 3m.
- Giochi del Commonwealth

Glasgow 2014: oro nel sincro 3m e bronzo nel trampolino 1m.
- Universiadi

Kazan' 2013: argento nel sincro 3m.